# (3400) Aotearoa
Pour les articles homonymes, voir Aotearoa.
(3400) Aotearoa est un astéroïde de la ceinture principale.

## Description
(3400) Aotearoa est un astéroïde de la ceinture principale. Il fut découvert par Alan C. Gilmore et Pamela M. Kilmartin le 2 avril 1981 à l'observatoire du Mont John. Il présente une orbite caractérisée par un demi-grand axe de 1,93 UA, une excentricité de 0,098 et une inclinaison de 20,22° par rapport à l'écliptique.
Il fut nommé en hommage à la Nouvelle-Zélande, dont Aotearoa est le nom en māori.

## Compléments